# Rückreise-Effekt
Der Rückreise-Effekt oder auch Return Trip Effect bezeichnet in der Psychologie das Phänomen, dass in der Wahrnehmung vieler Menschen der Rückweg als kürzer empfunden wird als der Hinweg, selbst wenn sich die tatsächlichen Zeiten nur geringfügig unterscheiden.
Da der Rückreise-Effekt auch dann auftritt, wenn eine andere Route mit gleicher Wegstrecke zur Rückreise gewählt wurde, kann der Effekt nicht darauf beruhen, dass einem der Weg bereits bekannt ist. Die genaue Ursache für diesen Effekt ist noch ungeklärt, es wird jedoch vermutet, dass der Effekt vor allem retrospektiv greift. Die Dauer des Hinwegs wird oft unterschätzt, wodurch auch für den Rückweg eine lange Zeit erwartet wird und der tatsächliche Rückweg kürzer erscheint, als der Hinweg.